# Troglohyphantes gracilis
Troglohyphantes gracilis är en spindelart som beskrevs av Fage 1919. Troglohyphantes gracilis ingår i släktet Troglohyphantes och familjen täckvävarspindlar. IUCN kategoriserar arten globalt som sårbar.
Artens utbredningsområde är Slovenien. Inga underarter finns listade i Catalogue of Life.